# Subaru 1000
La Subaru 1000 è stata prodotta dal 1966 al 1969 dalla Subaru.
La Subaru 1000 è stata la prima auto a trazione anteriore prodotta dalla Fuji Heavy Industries. I precedenti modelli come la Subaru 360 e la Sambar erano stati dotati di motore e trazione posteriore e rientravano nella categoria delle vetture Keicar.
Fu la prima Subaru di produzione ad usare un motore boxer.